# Lechia Gdańsk

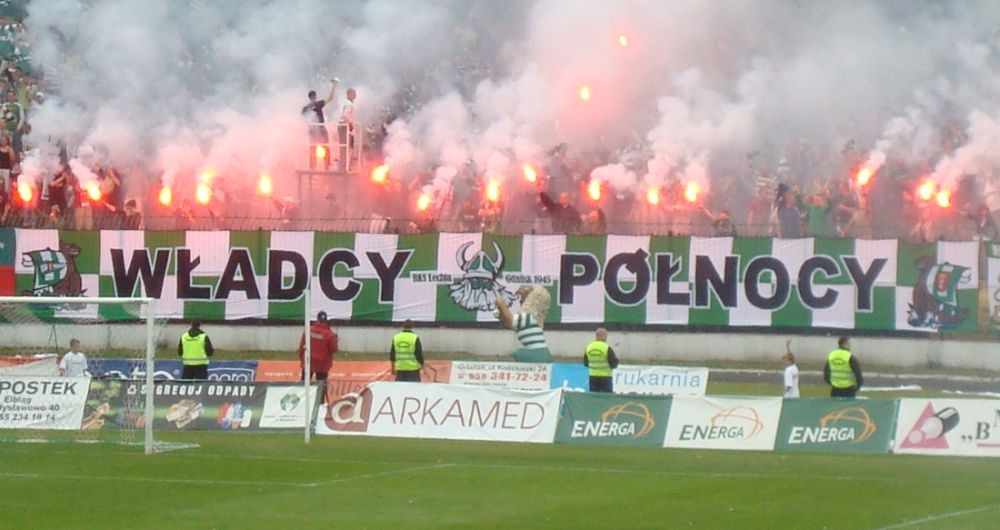
Lechia Gdańsk Supporters

Lechia Gdańsk (uitspraak: [ˈlɛxja ˈɡdaɲsk], ong. lechja gdanjsk ["g" als in zakdoek]) is een voetbalclub uit de stad Gdańsk in Polen. De club speelt in de Ekstraklasa, de hoogste voetbalcompetitie van Polen. De clubkleuren zijn wit-groen.
De club werd in 1945 opgericht, kort na de Tweede Wereldoorlog. Voor de oorlog was de stad Duitssprekend en stond het bekend als vrije stad Danzig, dat tot 1920 gewoon de Duitse stad Danzig was. Hier werd ook op hoog niveau gevoetbald met Preußen Danzig, BuEV Danzig en Luftwaffen-SV Danzig, maar al deze clubs werden opgeheven nadat Danzig door Polen werd geannexeerd.
De club speelt haar thuiswedstrijden sinds 2011 in de Polsat Plus Arena Gdańsk. Het is met 43.615 plaatsen het grootste stadion van alle clubs in de Ekstraklasa en het op twee na grootste stadion van Polen (na het Nationaal Stadion en het Śląskistadion). Voor de bouw van het nieuwe stadion speelde Lechia Gdańsk haar thuiswedstrijden in het Stadion Miejskiego Ośrodka Sportu i Rekreacji, meestal kortweg het Lechia Gdańsk Stadion genoemd.

## Erelijst
- Poolse beker (2x):

1982/83, 2018/19
- Poolse Supercup (1x):

1983, 2019
- I liga (3x):

1951, 1983/84, 2007/08

## Naamsveranderingen
- 1945 : Opgericht als Baltia Gdańsk
- 1946 : KS Lechia Gdańsk
- 1992 : FC Lechia Gdańsk
- 1995 : fusie met Olimpia Poznań → Lechia/Olimpia Gdańsk
- 1998 : opslorping Polonia Gdańsk
- 2001 : Lechia-Polonia Gdańsk
- 2002 : OSP Lechia Gdańsk

## Lechia in Europa
Uitslagen vanuit gezichtspunt Lechia Gdańsk
| Seizoen | Competitie               | Ronde | Land                     | Club                | Totaalscore | 1e W    | 2e W       | PUC |
| ------- | ------------------------ | ----- | ------------------------ | ------------------- | ----------- | ------- | ---------- | --- |
| 1983/84 | Europacup II             | 1R    | Vlag van Italië          | Juventus FC         | 2-10        | 0-7 (U) | 2-3 (T)    | 0.0 |
| 2019/20 | Europa League            | 2Q    | Vlag van Denemarken      | Brøndby IF          | 3-5         | 2-1 (T) | 1-4 nv (U) | 1.0 |
| 2022/23 | Europa Conference League | 1Q    | Vlag van Noord-Macedonië | FK Akademija Pandev | 6-2         | 4-1 (T) | 2-1 (U)    | 2.5 |
|         |                          | 2Q    | Vlag van Oostenrijk      | Rapid Wien          | 1-2         | 0-0 (U) | 1-2 (T)    | 2.5 |

Totaal aantal punten voor UEFA coëfficiënten: 3.5